# Kouassi Blé
Pour les articles homonymes, voir Blé (homonymie).
Kouassi Blé est un chef Baoulé en Côte d'Ivoire.
A la fin du XIXe siècle, il succède à Gossan Gbéké (décédé en 1897) et devient chef de Gbékékro. En 1898, à la suite d'une violente querelle avec le capitaine Benoit, il engage les Gbékékrois à une guerre contre les Français, qu'il perd. Cette guerre le pousse à émigrer 12 km à l'Est de Gbékékro où il fonde une ville et lui donne son nom : Kouassi-Blékro.

## Biographie
- Bernard Fride, Le Chau, Hugues Lhuillier, Pierre Michaud et C. Ripailles, Le peuplement : Etude régionale de Bouaké 1962-1964, Ministère de l'économie de la République de Côte d'Ivoire, 1965, 1894 p. (lire en ligne)